# Quận Pike, Arkansas
Quận Pike là một quận thuộc tiểu bang Arkansas, Hoa Kỳ.
Quận này được đặt tên theo Zebulon Pike, một nhà thám hiểm. Theo điều tra dân số của Cục điều tra dân số Hoa Kỳ năm 2000, quận có dân số 11.303 người. Quận lỵ đóng ở Murfreesboro.6 Đây là một quận cấm rượu hay quận khô.

## Địa lý
Theo Cục điều tra dân số Hoa Kỳ, quận có diện tích km2, trong đó có km2 là diện tích mặt nước.